# Augustus Minker
Augustus Minker (Elizabeth, 6 juli 1840 – Birdsboro, 15 mei 1896) was een Amerikaans componist, militaire kapelmeester en muzikant.
Van deze componist is niet veel bekend. Hij werkte als componist, kapelmeester en militaire muzikant altijd in Pennsylvania. De militaire muziekkapel was verbonden aan het 46e Pennsylvania Infanterie regiment. Als soldaat was hij met zijn regiment betrokken in de Amerikaanse Burgeroorlog. Als componist schreef hij verschillende werken (marsen en dansen) voor harmonieorkest zoals zijn Fireman's quickstep uit 1882. 
Minker was gehuwd met Lydia A. Rorke (1842-1927). Samen hadden zij vijf kinderen.